# 住の江 (厚岸町)
住の江（すみのえ）は、北海道厚岸郡厚岸町にある町名。1丁目から4丁目で構成される。郵便番号は088-1119。

## 地理
厚岸市街地の北部に位置し、港町、真栄、山の手、宮園、サンヌシと隣接している。

## 歴史
厚岸町字名改正事業が行われるまでは現在の山の手にあたる地域も住の江に含まれていたが、字名改正事業にあたり分離している。

### 沿革
- 1900年（明治33年） 7月1日 - 厚岸町が一級町村制を施行し、厚岸町の一部となる。
- 1962年（昭和37年） - 真竜町が港町、真栄町、宮園町、住の江町、白浜町に分割される[2]。
- 2007年（平成19年）7月30日 - 厚岸町字名改正事業に伴い、字住の江町、字港町、字真栄町3条、大字真龍町の一部をもって住の江1丁目から4丁目が成立する[3][4]。

## 世帯数と人口
2023年（令和5年）3月31日現在の世帯数と人口は以下のとおりである。
| 地区名 | 世帯数  | 人口  |
| ------ | ------- | ----- |
| 住の江 | 308世帯 | 582人 |

## 小・中学校の学区
町立小・中学校に通う場合、学区は以下の通りとなる。
|      | 小学校             | 中学校             |
| ---- | ------------------ | ------------------ |
| 全域 | 厚岸町立真龍小学校 | 厚岸町立真龍中学校 |

## 交通
- 根室本線
- 国道44号
- 北海道道123号別海厚岸線

## 施設
- 道の駅厚岸グルメパーク
- 厚岸町立厚岸病院